# Wan Fulin
Wan Fulin (万福麟 ; 20 novembre 1880 - 15 juillet 1951) est un militaire chinois, gouverneur militaire de la province chinoise du Heilongjiang à partir de 1928, et qui fait partie de la clique du Fengtian.

## Biographie
Le 29 décembre 1928, Wan Fulin, avec Zhang Xueliang, fils du défunt Zhang Zuolin, et Zhang Zuoxiang, en réponse aux pressions et menaces japonaises, déclarent publiquement que les quatre provinces du Liaoning, du Jilin, du Heilongjiang et du Rehe changeront de drapeau pour celui de la république de Chine et obéiront au gouvernement national.
Il est à Pékin durant l'incident de Mukden de 1931, et se retrouve coupé de sa province du Heilongjiang par l'invasion japonaise de la Mandchourie. Zhang Xueliang nomme Ma Zhanshan au poste de gouverneur du Heilongjiang à sa place.
Après que l'armée du Nord-Est s'est retirée de Mandchourie, il commande le 32e corps durant la défense de la Grande Muraille en 1933. Il commande par la suite le 53e corps au Nord de la Chine tandis que la majeure partie de l'armée du Nord-Est est envoyée au Nord-Ouest pour combattre les communistes.
Après l'incident du pont Marco-Polo de 1937, il envoie une brigade pour renforcer le 29e corps durant la bataille de Pékin-Tianjin. Son 53e corps combat aussi durant l'opération de la voie ferrée Pékin-Hankou et l'opération de la voie ferrée Tianjin-Pukou. Il commande la 26e armée durant la bataille de Wuhan au centre de la Chine. Pendant la guerre, il est président du gouvernement en exil du Liaoning et membre de 1942 à 1945 de la commission des affaires militaires.
Il meurt en 1951.

## Carrière
- Juin 1928 - août 1928 : Gouverneur militaire de la province du Heilongjiang
- Janvier 1929 - octobre 1931 : Président du gouvernement du Heilongjiang
- Novembre 1931-1933 : Commandant du 32e corps de l'aimée du Nord-Est
- 1935-1938 : Commandant du 53e corps
- Juillet 1937 - août 1945 : Président du gouvernement du Liaoning (Fengtian)
- 1937 : Commandant-en-chef du 20e groupe d'armée
- 1937 : Commandant-en-chef du 1er groupe d'armée
- 1938 : Commandant de la 26e armée
- 1942-1945 : Membre de la commission des affaires militaires